# پژو ۴۰۰۷

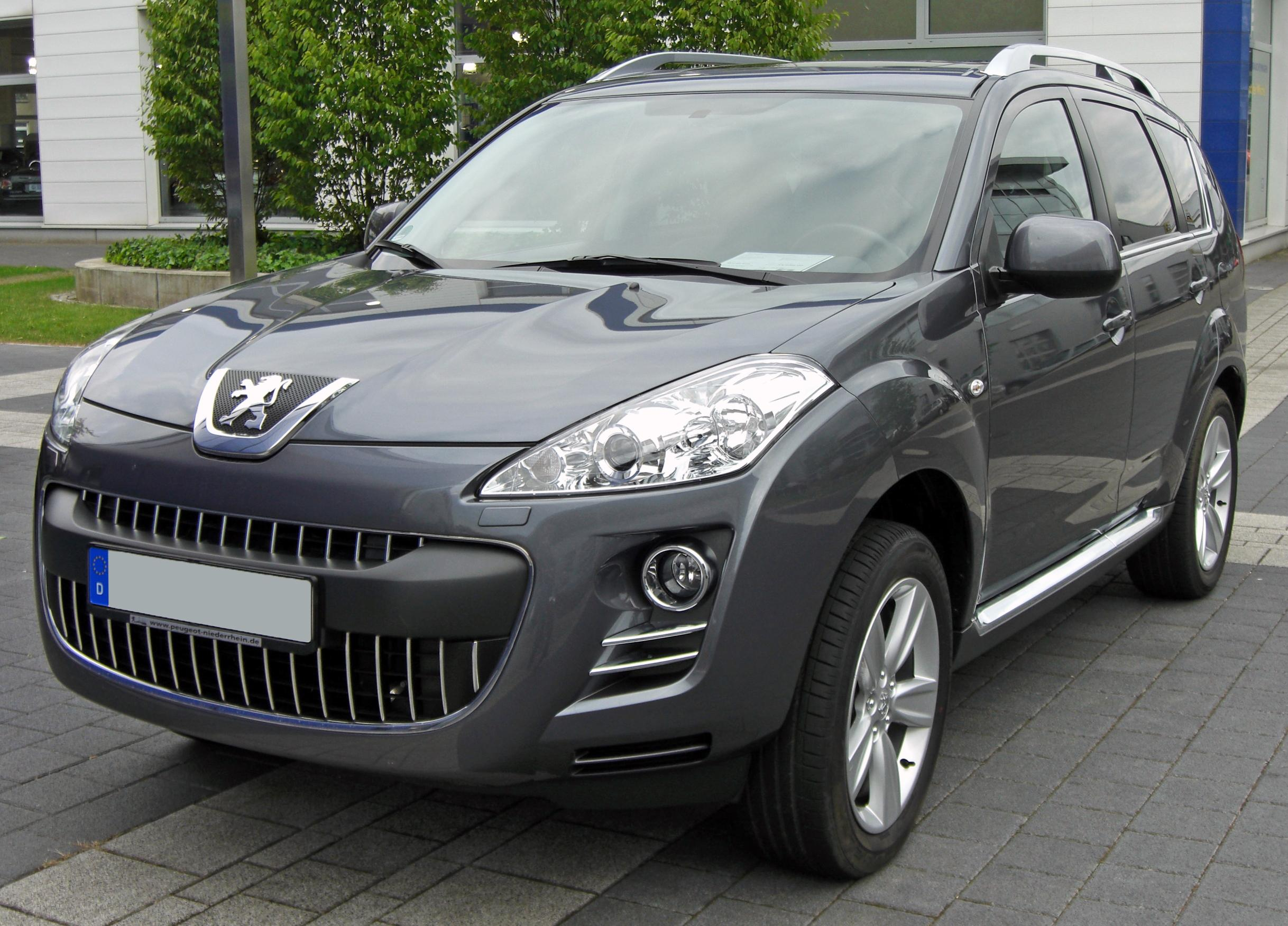
پژو ۴۰۰۷ "نمای جلو"

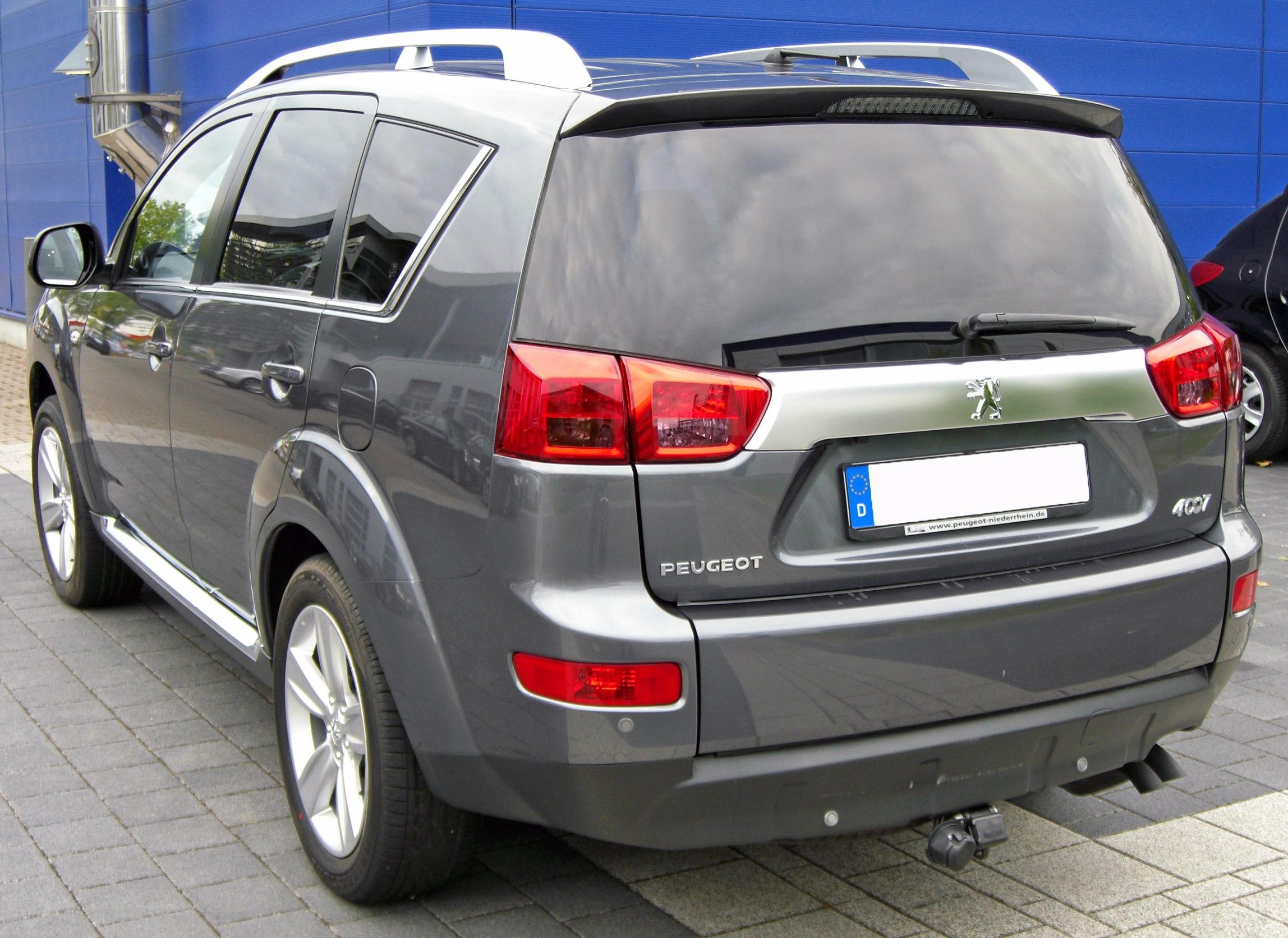
پژو ۴۰۰۷ "نمای پشت"

پژو ۴۰۰۷ خودرویی از نوع اس‌یووی ساخت کشور فرانسه می‌باشد. از این خودرو در ماه ژوئیه سال ۲۰۰۷ رونمایی شد و تولید آن تا سال ۲۰۱۲ ادامه یافت. در سال ۲۰۱۲ این خودرو با پژو ۴۰۰۸ جایگزین شد. این خودرو و خودروی سیتروئن سی-کراسر با طرح اولیه خودرو اوتلندر توسط یکی از زیر گروه‌های شرکت میتسوبیشی به نام ندکار واقع در هلند ساخته شده‌است. خودروهای سیتروئن سی-کراسر و پژو ۴۰۰۷ نخستین خودروهای ساخت مشترک کشورهای ژاپن و هلند می‌باشند که توسط نشان شرکت فرانسوی پژو به فروش می‌رسیدند.